# Angela Nissel
Angela Nissel (Filadelfia, 5 dicembre 1978) è una scrittrice e sceneggiatore statunitense.
Nissel è principalmente conosciuta per l'aver scritto i seguenti due libri: The Broke Diaries: The Completely True e Hilarious Misadventures of a Good Girl Gone Broke, ancora mai tradotti in lingua italiana. Entrambi hanno riscosso un buon successo in patria. Per quanto riguarda la televisione è invece principalmente conosciuta per aver co-prodotto e sceneggiato vari episodi della serie televisiva Scrubs - Medici ai primi ferri. Ha inoltre prodotto e sceneggiato la serie 'Til Death.